# 鈴木直義 (獣医学者)
鈴木 直義（すずき なおよし、1931年5月23日 - 2009年2月11日）は、日本の獣医学者。専門は、獣医生理学・原虫病免疫学。元帯広畜産大学学長。

## 経歴
群馬県前橋市出身。1955年（昭和30年）帯広畜産大学畜産学部獣医学科卒業。1965年（昭和40年）西ドイツ・ボン大学医学部寄生虫原生虫病研究所に留学。1965年（昭和40年）東京大学大学院農学系研究科博士課程修了、農学博士。学位論文は「Clinical studies on serum ionic calcium in domestic animals(家畜血清透析性カルシウムに関する臨床学的研究)」。1966年（昭和41年）帯広畜産大学畜産学部講師。1968年（昭和43年）同畜産学部助教授。1973年（昭和48年）同畜産学部教授。1990年（平成2年）同原虫病分子免疫研究センター長に就任。、1995年（平成7年）帯広畜産大学停年退官。同名誉教授。酪農学園大学獣医学部教授。2002年（平成14年）酪農学園大学を退職し、帯広畜産大学学長に就任（～2007年（平成19年）12月31日）。 
この他、1989年（平成元年）東京大学農学部併任教授（~1992年（平成4年））や、1990年（平成2年）岐阜大学大学院連合獣医学研究科併任教授（~1995年（平成7年））も務めた。
2009年2月11日、膵臓癌のため死去。

## 受賞・栄典
- 西ドイツ寄生虫学会賞（1983年）
- ドイツ連邦共和国功労勲章一等功労十字章（1987年）
- 日本農学賞、読売農学賞（1993年）
- 紫綬褒章（1994年）
- モンゴル国農牧功労者章（2000年）
- JICA理事長表彰（2007年）
- 瑞宝重光章（2008年）
- 正四位（2009年）

## 主著
- 小野憲一郎・太田亨二と共編『獣医臨床病理学』（近代出版, 1998年）